# گرابز کورنر (ویرجینیای غربی)
گرابز کورنر (به انگلیسی: Grubbs Corner) یک منطقهٔ مسکونی در ایالات متحده آمریکا است که در شهرستان برکلی، ویرجینیای غربی واقع شده‌است.